# Groupe de NGC 1550
Le groupe de NGC 1550 comprend au moins huit galaxies situées dans la constellation du Taureau. La distance moyenne entre ce groupe et la Voie lactée est d'environ 51,4 Mpc (∼168 millions d'al). 

## Membres
Le tableau ci-dessous liste les huit galaxies du groupe indiquées dans l'article de A.M. Garcia paru en 1993.   
| Nom       | Class.    | Type                        | α (J2000.0)   | δ (J2000.0) | Vitesse radiale (km/s) | m          | Distance (Mpc) | Diamètre (kal) |
| --------- | --------- | --------------------------- | ------------- | ----------- | ---------------------- | ---------- | -------------- | -------------- |
| NGC 1542  | Sab       | Spirale                     | 04h 17m 14.2s | 04° 46′ 54″ | 3705 ± 8               | 13,9       | 53,3 ± 3,7     | 94             |
| NGC 1550  | SA0^-(s)? | Lenticulaire                | 04h 19m 37.9s | 02° 24′ 34″ | 3718 ± 17              | 12,0       | 53,6 ± 3,8     | 131            |
| UGC 2994  | SAdm?     | Spirale magellanique        | 04h 14m 23.4s | 02° 43′ 53″ | 3319 ± 3               | 14,3       | 47,6 ± 3,3     | 78             |
| UGC 2998  | SB(rs)b   | Spirale barrée              | 04h 16m 34.3s | 02° 45′ 33″ | 3349 ± 6               | 13,1       | 48,1 ± 3,4     | 79             |
| UGC 3002  | SBcd?     | Spirale barrée              | 04h 16m 54.5s | 03° 05′ 49″ | 3565 ± 6               | 12,79      | 51,3 ± 3,6     | 60             |
| UGC 3004  | SB?       | Spirale barrée              | 04h 17m 19.0s | 02° 26′ 00″ | 3571 ± 5               | 13,7       | 51,4 ± 3,6     | 76             |
| UGC 3010* | SBcd?     | Spirale barrée              | 04h 18m 58.2s | 3865 ± 2    | 14,7                   | 55,7 ± 3,9 | 62             |                |
| PGC 14744 | SB(s)m    | Spirale barrée magellanique | 04h 15m 20.1s | 00° 57′ 58″ | 3511 ± 4               | 15,4241    | 50,4 ± 3,5     | 68             |

- Le site NASA/IPAC indique que UGC 3010 est une galaxie du champ, c'est-à-dire qu'elle n'appartient pas à un amas ou un groupe et qu'elle est donc gravitationnellement isolée[5].

Le site DeepskyLog permet de trouver aisément les constellations des galaxies mentionnées dans ce tableau ou si elles ne s'y trouvent pas, l'outil du site constellation permet de le faire à l'aide des coordonnées de la galaxie. Sauf indication contraire, les données proviennent du site NASA/IPAC.